# Zhoř u Tábora
Pour les articles homonymes, voir Zhoř.
Zhoř u Tábora (en allemand : Shorsch) est une commune du district de Tábor, dans la région de Bohême-du-Sud, en République tchèque. Sa population s'élevait à 166 habitants en 2020.

## Géographie
Zhoř u Tábora se trouve à 7 km au sud du centre de Tábor, à 45 km au nord-nord-est de České Budějovice et à 82 km au sud-sud-est de Prague.
La commune est limitée par Radimovice u Želče au nord, par Planá nad Lužnicí à l'est, par Ústrašice et Malšice au sud, et par Lom à l'ouest.

## Histoire
La première mention écrite du village date de 1390.